# Stare Grudze
Stare Grudze – wieś w Polsce położona w województwie łódzkim, w powiecie łowickim, w gminie Łyszkowice.
W latach 1975–1998 miejscowość administracyjnie należała do województwa skierniewickiego.
W okolicach północnego krańca miejscowości znajduje się kolejowy przystanek osobowy o tej samej nazwie.